# Pietroasa, Bihor
Pietroasa este satul de reședință al comunei cu același nume din județul Bihor, Crișana, România.

## Obiective turistice
- Rezervațiile naturale:
  - “Pietrele Galbenei” (6,3 ha)
  - “Piatra Bulzului” (1,4 ha)
  - “Ghețarul Focul Viu” (0,1 ha)
  - “Avenul Borțigului” (0,1 ha)
  - “Molhașurile din Valea Izbucelor” (80 ha)
  - “Fâneața Izvoarelor Crișul Pietros” (1,0 ha)
  - “Cetățile Ponorului” (14,9 ha)
  - “Valea Galbenei” (70,5 ha)
  - “Pietrele Boghii” (38,4 ha)
  - “Săritoarea Bohodeiului” (6,3 ha)
  - “Poiana Florilor” (1,0 ha)
  - “Platoul Carstic Padiș” (39,0 ha)
  - “Groapa de la Bârsa” (30.0 ha)
  - “Vârful Biserica Moțului” (3,0 ha)
  - “Platoul carstic Lumea Pierdută” (39,0 ha)
  - “Depresiunea Bălileasa”